# Den skønne Ubekendte (film fra 1914)
 For alternative betydninger, se Den skønne Ubekendte. (Se også artikler, som begynder med Den skønne Ubekendte)
Den skønne Ubekendte er en dansk stumfilm fra 1914, der er instrueret af Robert Dinesen efter manuskript af Georg Borup.

## Handling
Denne artikel mangler et handlingsreferat. Hjælp os med at skrive det.